# ウーヴェルドーズ
ウーヴェルドーズ (Overdose) とはイギリス生産、ハンガリー調教の競走馬である。ハンガリー調教馬として異例の国際的な活躍を見せ、注目を集めていた。イギリスでは「ブダペストの弾丸 (Budapest's Bullet)」との異名で呼ばれていた。ハンガリー国内の愛称は「ドージー (Dózi)」。英語読みでオーバードーズと表記されることもある。

## 経歴
2005年4月にイギリスで生まれる。翌2006年11月、ニューマーケットで開催されたセールに出品されたが、背が低く見栄えのしない馬体で、ハンガリーで鉄鋼会社を経営するミコツィ・ゾルタンにより、わずか2100ポンド（約50万円）で購買された。その後ハンガリーに渡り、ブダペスト近郊のリバルツキ・サンドル厩舎に入る。

### 2007年
2007年6月に競走馬としてデビューすると、キンチェムパーク競馬場での初戦を、16馬身差で圧勝する。以後中欧諸国の短距離競走を中心に出走を続け、セントラルヨーロピアンチャレンジカップフューチュリティ(墺国内G1)などを含め、いずれも2着を大きく引き離しての6連勝を果たす。

### 2008年

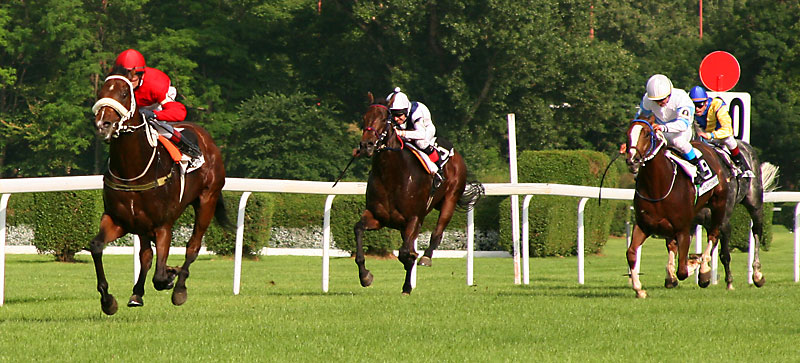
スロバキア農業省賞優勝時（左端）

これを受けて、2008年5月にドイツ・バーデンバーデン競馬場の準重賞競走に出走。これを9馬身差で圧勝し、国際セリ名簿基準書におけるパート1国でも通用する資質を見せた。スロバキアでの競走を8馬身差で制した後ドイツに戻り、ロトハンブルクトロフィー(G3)に出走。この競走から鞍上にオーストリア人騎手アンドレアス・スボリッチを迎え、重賞2勝のイギリス調教馬アバジンに1馬身半差を付けて優勝した。続くドイツ最大のスプリント競走ゴルデネパイチェ(G2)も同馬に2馬身半差を付けて優勝すると、次走はフランスに遠征し、各国のスプリンターが集うアベイ・ド・ロンシャン賞(G1)を迎えた。
ここまでG1競走3勝を挙げるマルシャンドールなど4頭のG1優勝馬が顔を揃える中、ウーヴェルドーズは2番人気に支持され、観戦エリアにはハンガリー国旗を振るファンの姿もあった。しかし発走時に17番枠フリーティングスピリットのゲートが開かず、発走不真正として赤旗が振られた。だがスボリッチを含む数名の騎手がこれに気付かず競走を続け、ウーヴェルドーズは過去25年で最も速い54秒5というタイムで最先着した。入線後に競走やり直しが発表されるとウーヴェルドーズ陣営は激怒し、馬の疲労が激しいことを理由に、午後6時から予定されていた再走への出走取消しを行った。
1ヶ月後、イタリアのカルロ&フランチェスコアロイージ賞(G3)に出走し、10馬身差で圧勝。11連勝を達成してシーズンを終えた。この年のワールド・サラブレッド・レースホース・ランキングでは120ポンド（芝短距離区分で第3位タイ、総合41位）の評価を受け、ハンガリー調教馬として国際レーティング制度史上初のランクインを果たした。

### 2009年

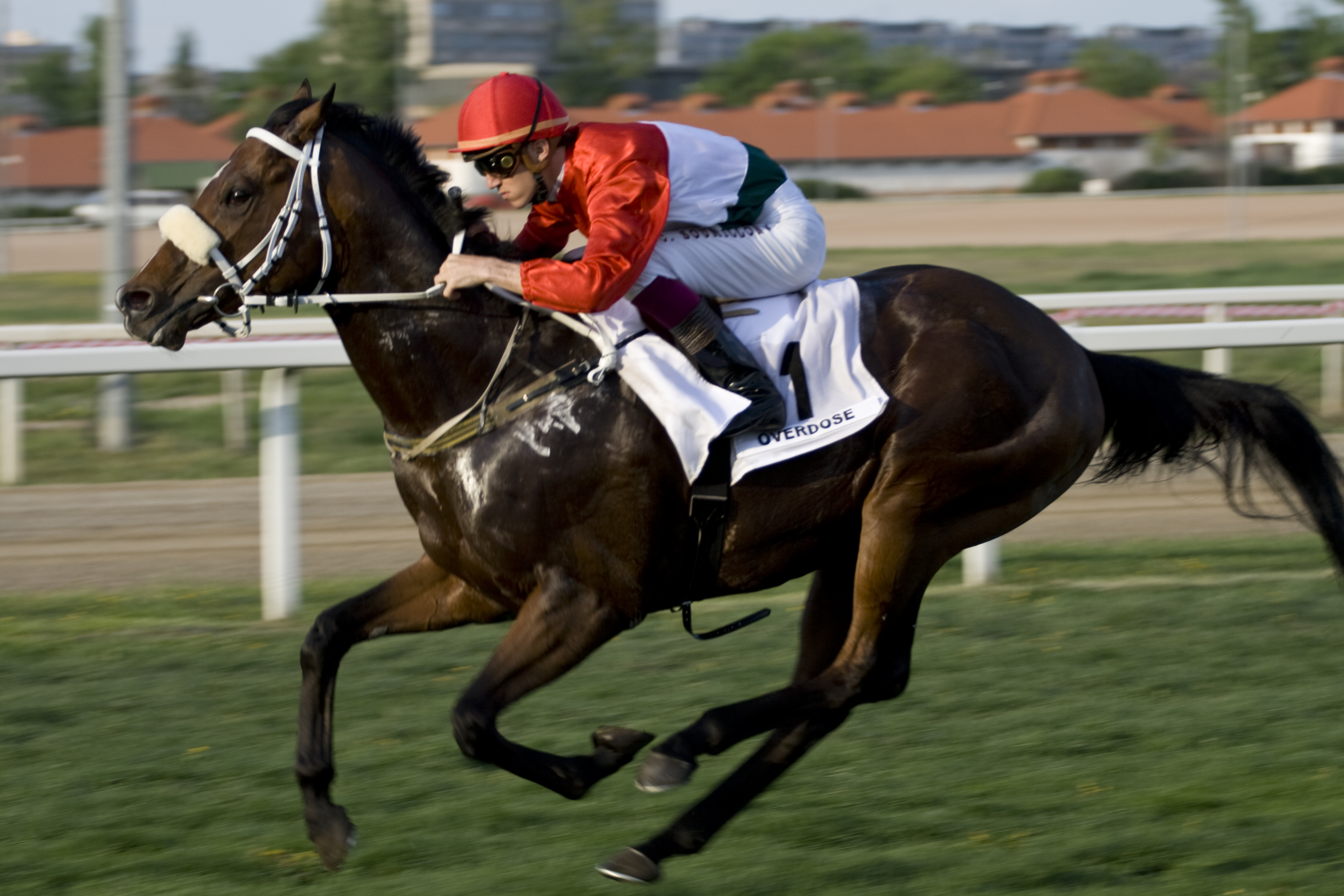
OTPハンガリア大賞優勝時

翌2009年、グローバルスプリントチャレンジ制覇を目指し、春から夏にかけてのイギリス遠征を行うことが発表される。4月19日、渡英前の前哨戦として、地元キンチェムパークのOTPハンガリア大賞に出走。当日は通常開催時の20倍超となる2万人以上の観客を集めた。新たな鞍上にベルギー人騎手クリストフ・スミヨンを迎えると、芝1000mのコースレコード・54秒6を記録、2着に8馬身差を付けて圧勝し、2009年初戦を飾った。
しかし競走後、左前脚に炎症が見られたため、イギリスでの初戦に予定していたテンプルステークスを回避。その後の経過で右前脚にも炎症を生じ、夏に予定していたロイヤルアスコット開催への参加も白紙となった。以後は前年「幻の勝利」となったアベイ・ド・ロンシャン賞での復帰を目指し、フランス・ナントのリハビリテーションセンターで療養を続けていたが、現地で状態が悪化。ハンガリーに帰国し、年内を休養に充てることが発表された。馬主のミコツィは「リハビリという目的だったが、フランスのスタッフは調教をしたがった」と主張し、「彼らは我々が単純な東欧人だと高を括っていた」と強く批判、「今後ウーヴェルドーズをフランスへ連れて行くことはないだろう」と語った。
10月、管理していた調教師・リバルスキが2009年一杯でハンガリーでの調教師を辞め、ドイツに移転しようとする動きがあった。ハンガリー競馬は民営化が近づいており、キンツェムパーク競馬場も開発の危機にさらされているという。そんな中で、リバルスキはドイツに移転し、それに伴いウーヴェルドーズも連れて行きたいと述べた。
また同じ10月、馬主のミコツィがルーマニアで逮捕される事件が起こった。容疑は文書偽造により食品加工機械を盗むなどの計画をしたとしての窃盗罪。ミコツィは2ヵ月後に釈放された。その際、調教師のリバルスキとともに移籍されるかと思われていたウーヴェルドーズは、馬主であるミコツィがハンガリー所属馬として世界に名を馳せたいとする意向を示し、ハンガリーに留まることになった。

### 2010年
6月、ロイヤルアスコット開催への参戦などが取りざたされたが断念。その後、ミコツィは7月のジュライカップへの出走を示唆したが、結局このレースも回避。7月18日にスロバキアの準重賞競走であるミーサ賞で復帰し、チェコのゲイリー・ハインドを鞍上に半馬身差で勝利した。続く地元ハンガリーのパンノニア生命賞は10馬身差で圧勝し、連勝記録を14に伸ばした。
この後、連勝記録を15に伸ばすべく、2008年に既に勝利しているドイツのゴルデネパイチェ(G2)にスミヨン騎乗で出走した。しかしこのレースでウーヴェルドーズはゲート入りを嫌い、さらにスタートで躓いたのも響き7着と大敗し、連勝記録がストップした。馬主のミコツィはレース後、いつもウーヴェルドーズはレースに対して前向きだが、この日はそうではなかったと語っている。

### 2011年
ドイツのホッペガルテン競馬場で行われた条件戦で復帰。6馬身差で圧勝した。その後イギリスに遠征し、テンプルステークス(G2)に出走したが7着に敗れる。続くロイヤルアスコット開催のキングズスタンドステークス(G1)も4着に終わった。その後イタリアに遠征し、カルロ＆フランチェスコアロイージ賞に出走し勝利した。

### 2012年
ドバイミーティングを目指し1月にドバイ入りしたが、そこで右脚に怪我を負ったため参戦を断念している。その後、回復し調教を再開したところ腫れが再発したため競走復帰は出来ず、引退を余儀なくされた。

### 引退後
種牡馬入りしたが、2015年7月1日、疝痛のために死亡した。

## 成績
| 年月日 | 年月日 | 年月日 | 競馬場           | レース名                     | 格  | 頭数 | 着順 | 距離（状態）    | タイム  | 着差     | 騎手          | 斤量 | 勝ち馬/（2着馬）   |
| 2007.  | 6.     | 2      | キンチェムパーク | 2歳新馬                      |     | 7    | 1着  | 芝1000m         | 58.0    | 18身     | M.スルニッチ  | 58   | (Femme Fatale)     |
|        | 7.     | 22     | ブラチスラヴァ   | OTP銀行賞                    | LR  | 11   | 1着  | 芝1200m         | 1:12.02 | 6身      | M.スルニッチ  | 58   | (Addison)          |
|        | 9.     | 9      | フロイデナウ     | ニコラウスエステルハージ記念 | LR  | 9    | 1着  | 芝1200m         | 1:11.4  | 13身     | P.クロウィキ  | 61.5 | (Ceodora)          |
|        | 9.     | 30     | キンチェムパーク | 聖ラズロ賞                   | *G2 | 6    | 1着  | 芝1400m         | 1:23.6  | 16身     | M.スルニッチ  | 57   | (Over Play)        |
|        | 10.    | 21     | エブライスドルフ | CECCフューチュリティ         | *G1 | 6    | 1着  | 芝1300m         |         | 6身      | M.スミダ      | 57   | (Over Play)        |
| 2008.  | 4.     | 6      | エブライスドルフ | マルクフェルド賞             | LR  | 9    | 1着  | 芝1100m         | 1:04.6  | 6身      | P.クロウィキ  | 55.5 | (Special Key)      |
|        | 5.     | 18     | バーデンバーデン | ランソンC                    | LR  | 10   | 1着  | 芝1200m（良）   | 1:08.92 | 9身      | P. クロウィキ | 58   | (Laokoon)          |
|        | 6.     | 1      | ブラチスラヴァ   | スロバキア農業省賞           | *G3 | 9    | 1着  | 芝1200m（良）   | 1:10.09 | 8身      | P.クロウィキ  | 57   | (Városbirô)        |
|        | 7.     | 5      | ハンブルク       | ロト＝ハンブルクT            | G3  | 10   | 1着  | 芝1200m（重）   | 1:12.19 | 1 1/2身  | A.スボリッチ  | 54.5 | (Abbadjin)         |
|        | 8.     | 31     | バーデンバーデン | ゴルデネパイチェ             | G2  | 6    | 1着  | 芝1200m（良）   | 1:08.21 | 2 1/2身  | A.スボリッチ  | 56   | (Abbadjin)         |
|        | 11.    | 16     | カパネッレ       | C&F.アロイージ賞             | G3  | 8    | 1着  | 芝1200m（不）   | 1:10.00 | 10身     | A.スボリッチ  | 64.5 | (Black Mambazo)    |
| 2009.  | 4.     | 19     | キンチェムパーク | OTPハンガリア大賞            | *G1 | 8    | 1着  | 芝1000m（良）   | R54.60  | 8身      | C.スミヨン    | 62   | (Spinning Crystal) |
| 2010.  | 7.     | 18     | ブラチスラヴァ   | ミーサ賞                     | LR  | 10   | 1着  | 芝1000m（重）   | 1:00.77 | 1/2身    | G.ハインド    | 59   | (Boschka)          |
|        | 8.     | 15     | キンチェムパーク | パンノニア生命賞             | LR  | 9    | 1着  | 芝1000m（良）   | 56.4    | 10身     | G.ハインド    | 59   | (Spinning Crystal) |
|        | 8.     | 29     | バーデンバーデン | ゴルデネパイチェ             | G2  | 12   | 7着  | 芝1200m（重）   |         | 5 1/2身  | C.スミヨン    | 59   | Amico Fritz        |
| 2011.  | 4.     | 17     | ホッペガルデン   | 条件戦                       |     | 9    | 1着  | 芝1000m（良）   | 54.1    | 6身      | A.スボリッチ  | 59   | (Shot To Nothing)  |
|        | 5.     | 21     | ヘイドックパーク | テンプルS                    | G2  | 12   | 7着  | 芝5F（良）      |         | 4身      | A.スボリッチ  | 59   | Sole Power         |
|        | 6.     | 14     | アスコット       | キングズスタンドS            | G1  | 19   | 4着  | 芝5F（良）      |         | 1身+クビ | A.スボリッチ  | 59   | Prohibit           |
|        | 11.    | 13     | カパネッレ       | C&F.アロイージ賞             | G3  | 12   | 1着  | 芝1200m（稍重） | 1:08.40 | 1/2身    | L.デットーリ  | 61.5 | (Dagda Mor)        |

LRはListed Race（準重賞）の略。競走格で*が付くものは、国際グレード/グループ外競走。競走名のCはカップの略、Tはトロフィーの略。

## 受賞

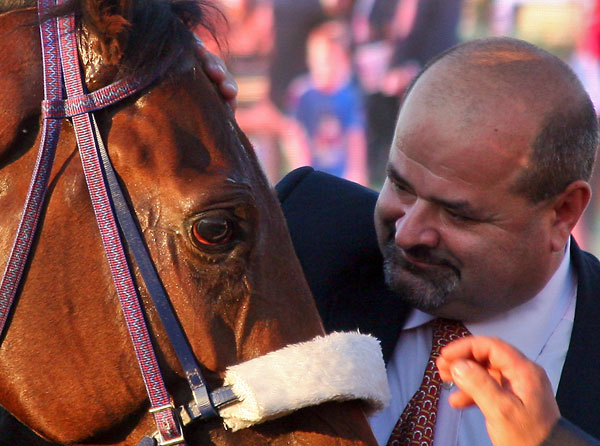
ミコツィとウーヴェルドーズ

- ハンガリーオリンピック委員会フェアプレー賞（2008年）

## ハンガリーの競走馬
ハンガリー競馬出身の著名馬には、1870年代にヨーロッパ各国の大競走を制し、54戦54勝という成績を残した牝馬キンチェムがいる。この時代の前後にはハンガリー競走馬の資質はイギリスを凌いでいたとも言われるが、オーストリア＝ハンガリー帝国の崩壊と共にそのレベルは大きく低下し、ウーヴェルドーズのデビュー時点でハンガリーは競走・馬産レベルの国際規範を定める「国際セリ名簿基準書」にも記載されていない。こうした状況下で、馬主のミコツィはウーヴェルドーズを「新たなキンチェム」と呼び、ハンガリー競馬復興への期待を語っている。

## 血統表
| ウーヴェルドーズの血統（ヌレイエフ系（ノーザンダンサー系）/ Never Bend5×5=6.25%） | ウーヴェルドーズの血統（ヌレイエフ系（ノーザンダンサー系）/ Never Bend5×5=6.25%） | ウーヴェルドーズの血統（ヌレイエフ系（ノーザンダンサー系）/ Never Bend5×5=6.25%） | （血統表の出典）    | （血統表の出典） |
| 父 Starborough 1994 栗毛 イギリス                                                 | 父の父*ソヴィエトスター Soviet Star 1984 鹿毛 アメリカ                            | Nureyev                                                                           | Northern Dancer     | Northern Dancer  |
| 父 Starborough 1994 栗毛 イギリス                                                 | 父の父*ソヴィエトスター Soviet Star 1984 鹿毛 アメリカ                            | Nureyev                                                                           | Special             |                  |
| 父 Starborough 1994 栗毛 イギリス                                                 | 父の父*ソヴィエトスター Soviet Star 1984 鹿毛 アメリカ                            | Veruschka                                                                         | *ヴェンチア         | *ヴェンチア      |
| 父 Starborough 1994 栗毛 イギリス                                                 | 父の父*ソヴィエトスター Soviet Star 1984 鹿毛 アメリカ                            | Veruschka                                                                         | Marie d'Anjou       |                  |
| 父 Starborough 1994 栗毛 イギリス                                                 | 父の母Flamenco Wave 1986 栗毛 アメリカ                                            | Desert Wine                                                                       | Damascus            | Damascus         |
| 父 Starborough 1994 栗毛 イギリス                                                 | 父の母Flamenco Wave 1986 栗毛 アメリカ                                            | Desert Wine                                                                       | Anne Campbell       |                  |
| 父 Starborough 1994 栗毛 イギリス                                                 | 父の母Flamenco Wave 1986 栗毛 アメリカ                                            | Armada Way                                                                        | Sadair              | Sadair           |
| 父 Starborough 1994 栗毛 イギリス                                                 | 父の母Flamenco Wave 1986 栗毛 アメリカ                                            | Armada Way                                                                        | Hurry Call          |                  |
| 母 Our Poppet 1997 鹿毛 アイルランド                                              | 母の父*ウォーニング Warning 1985 青鹿毛 イギリス                                  | Known Fact                                                                        | In Reality          | In Reality       |
| 母 Our Poppet 1997 鹿毛 アイルランド                                              | 母の父*ウォーニング Warning 1985 青鹿毛 イギリス                                  | Known Fact                                                                        | Tamerett            |                  |
| 母 Our Poppet 1997 鹿毛 アイルランド                                              | 母の父*ウォーニング Warning 1985 青鹿毛 イギリス                                  | Slightly Dangerous                                                                | Roberto             | Roberto          |
| 母 Our Poppet 1997 鹿毛 アイルランド                                              | 母の父*ウォーニング Warning 1985 青鹿毛 イギリス                                  | Slightly Dangerous                                                                | Where You Read      |                  |
| 母 Our Poppet 1997 鹿毛 アイルランド                                              | 母の母Upend 1985 鹿毛 イギリス                                                    | Main Reef                                                                         | Mill Reef           | Mill Reef        |
| 母 Our Poppet 1997 鹿毛 アイルランド                                              | 母の母Upend 1985 鹿毛 イギリス                                                    | Main Reef                                                                         | Lovely Light        |                  |
| 母 Our Poppet 1997 鹿毛 アイルランド                                              | 母の母Upend 1985 鹿毛 イギリス                                                    | Gay Charlotte                                                                     | Charlottown         | Charlottown      |
| 母 Our Poppet 1997 鹿毛 アイルランド                                              | 母の母Upend 1985 鹿毛 イギリス                                                    | Gay Charlotte                                                                     | Merry Mate F-No.7-a |                  |

父スターボローは1997年のジャンプラ賞とセントジェームズパレスステークスの優勝馬。母は未勝利馬だが、祖母アペンドはセントサイモンステークス(G3)など3勝を挙げている。